# Bahram Aloui
Bahram Aloui, né le 7 juin 1979 à Makthar, est un acteur et réalisateur tunisien. 

## Filmographie

### Cinéma
- 2004 : Sésame, ouvre-toi (court métrage) d'Elyès Zrelli
- 2005 : Junun de Jalila Baccar et Fadhel Jaïbi
- 2007 : Thalathoun de Fadhel Jaziri avec Aroussia Nalouti
- 2012 : Millefeuille de Nouri Bouzid : Hamza
- 2014 :
  - Printemps tunisien de Raja Amari[2] : Walid
  - Le Visage de Dieu (moyen métrage) de Bahram Aloui
  - Le Crabe de Mohamed Ali Mejboud

### Réalisateur
- 2014 :
  - Le Visage de Dieu[3]
  - Addonia Assalam Lilghieb (film documentaire sur l'artiste Abdelwahab El Jemli)

### Télévision

#### Séries
- 2009 : Maktoub (saison 2) de Sami Fehri
- 2012 : Pour les beaux yeux de Catherine de Hamadi Arafa et Rafika Boujday
- 2013 :
  - Aloulou de Kamel Youssef
  - Zawja El Khamsa de Habib Mselmani et Jamel Eddine Khelif : invité d'honneur
- 2015 :
  - Plus belle la vie (saison 11 : Prime : dette d'honneur) de Didier Albert : Mehdi[4]
  - Bolice de Majdi Smiri et Ibrahim Letaïef
- 2016 :
  - Le Président de Jamil Najjar
  - Embouteillage de Walid Tayaa

#### Téléfilms
- 2006 : The Gospel of Judas de James Barrat : Jésus-Christ
- 2012 : Maria di Nazaret (it) de Giacomo Campiotti : James

## Théâtre
- 2004 : La Queue, texte de Sabah Bouzouita et mise en scène de Slim Sanhaji
- 2005 : Œdipe le tyran, mise en scène de Noureddine El Ati
- 2009 :
  - The End, texte de Leila Toubel et mise en scène d'Ezzedine Gannoun
  - Kelb, spectacle vidéo-chorégraphique en paysage urbain d'Ali Salmi
- 2012 : Monstranum's, texte de Leila Toubel et mise en scène d'Ezzeddine Gannoun
- 2013 : Café Ulysse de la Compagnie Caracol